# Syagrus coronata
Syagrus coronata é uma palmeira nativa do bioma Caatinga e de toda a costa leste do Brasil. Pode chegar a ter 12 metros de altura. É conhecida popularmente como dicuri, adicuri, ouricuri, licuri, alicuri, aricuí, aricuri, butiá, butiazeiro, coco-cabeçudo,  coqueiro-cabeçudo, iricuri, licurizeiro, nicuri, uricuri, urucuriiba, nicuri-de-caboclo e urucuri.

## Etimologia
"Aricuri", "alicuri", "aricuí", "iricuri", "ouricuri", "licuri" e "nicuri" procedem do tupi ariku'ri. "Butiá" procede do tupi mbuti'á. "Urucuriiba" tem origem tupi.

## Interações ecológicas
A drupa do nicuri é uma das fontes primárias de alimentação da arara-azul-de-lear, uma ave da família Psittacidae em perigo crítico de extinção, enquanto vivendo livremente.
Seus principais polinizadores besouros, incluindo os gorgulhos Anchylorhynchus trapezicollis e os bichos-do-coco. Essas duas espécies, apesar de polinizarem a palmeira enquanto adultos, consomem as sementes enquanto larvas. O licuri também é polinizado por abelhas sem ferrão, que recolhem néctar e pólen mas não são especializadas somente nessa planta.

## História e utilização
O início do uso do licuri se deu com os povos indígenas do semiárido brasileiro. Atualmente, o povo Fulni-Ô, de Pernambuco, ainda utiliza a planta na confecção de ferramentas e construção de suas moradias, preservando um conhecimento milenar do uso dessa palmeira.
Além de seus frutos serem comestíveis, de suas sementes pode-se extrair óleo vegetal. As fibras das folhas são matéria-prima para a confecção de chapéus e outros objetos artesanais. Os frutos são amêndoas, e são utilizados na indústria alimentícia para diversos produtos, como também consumidos in natura. As amêndoas têm grande quantidade de óleo, variando em torno de 40%, e são utilizadas na fabricação de azeite, e o subproduto, originado da prensa dessas amêndoas, na torta do licuri, usada na alimentação animal. O miolo do tronco é mole e fornece uma farinha comestível.
Ainda não foi comprovado cientificamente, mas, em cidade do interior de Alagoas, no Brasil, populares utilizam a água do fruto verde do oricuri para problemas na visão, ou seja, como um colírio natural.